# セルゲイ・リャコビッチ
セルゲイ・リャコビッチ（Serguei Lyakhovich、1976年5月29日 - ）は、ベラルーシのプロボクサー。ヴィーツェプスク出身。元WBO世界ヘビー級王者。その風貌から「White Wolf（白狼）」の異名を持つ。

## 来歴
1976年にベラルーシで生まれた。旧社会主義圏であったためアマチュアのキャリアが比較的長かった。アマチュア時代の戦績は145勝15敗の記録を残している。
1998年にプロ転向を目指し、12月25日にミンスクでデビューした。翌年にはアメリカに活動の場を移し、勝利を積み重ねていく。
2001年11月17日にはNABA北米大陸ヘビー級タイトルを獲得した。その後、ノンタイトル戦で1敗を喫するが、順調にキャリアを築き2006年4月1日にレイモン・ブリュースターを12回判定で下し、WBO世界ヘビー級タイトルを獲得した。
2001年11月4日、アリゾナ州フェニックスのチェイス・フィールドでシャノン・ブリッグスに12回2分59秒リングの外に叩き出される壮絶なKO負けでタイトルを失った。
2013年8月9日、インディオのファンタジー・スプリングス・リゾート・カジノでWBCアメリカ大陸ヘビー級王者デオンテイ・ワイルダーと対戦し、初回1分43秒KO負けを喫した。
2014年12月20日、フェニックスのセレブリティー・シアターでNABF北米・WBOインターコンチネンタルヘビー級王者アンディ・ルイス・ジュニアと対戦し、10回0-3（92-98、94-96、91-99）の判定負けを喫した。
2020年11月7日、エカテリンブルグのRCCボクシングアカデミーでWBOグローバルヘビー級王者のエフゲニー・ロマノフと対戦し、2回1分48秒KO負けを喫した。

## 獲得タイトル
- ベラルーシヘビー級王座
- NABA北米大陸ヘビー級王座
- WBO世界ヘビー級王座（防衛0）